# MFF Supercup
Der MFF Supercup ist ein Fußballpokalwettbewerb in der Mongolei. Der mongolische Supercup wird vom nationalen Fußballverband, der Mongolian Football Federation, organisiert und ausgetragen. Bei dem Spiel treffen der Meister der ersten Liga sowie der Gewinner des Mongolia Cup aufeinander. Erstmals wurde der MFF Supercup 2011 ausgetragen.

## Sieger seit 2011
| Jahr | Sieger                                                       | Verlierer                                              | Ergebnis         |
| ---- | ------------------------------------------------------------ | ------------------------------------------------------ | ---------------- |
| 2011 | Erchim FC Pokalsieger 2011                                   | FC Ulaanbaatar Meister 2011                            | 2:1              |
| 2012 | Erchim FC Meister 2012 und Pokalsieger 2012                  | Khasiin Khulguud Club Pokalfinalist 2012               | 4:1              |
| 2013 | Erchim FC Meister 2013                                       | Khangarid FC Sieger Borgio Cup 2013                    | 2:1              |
| 2014 | Erchim FC Sieger Borgio Cup 2014                             | Khoromkhon Club Meister 2014                           | 1:0              |
| 2015 | Erchim FC Meister 2015 und Pokalsieger 2015                  | FC Ulaanbaatar Vizemeister 2015 und Pokalfinalist 2015 | 6:0              |
| 2016 | Keine Austragung                                             | Keine Austragung                                       | Keine Austragung |
| 2017 | Ulaanbaatar City FC Pokalsieger 2017                         | Erchim FC Meister 2017                                 | 4:2              |
| 2018 | Erchim FC Meister 2018                                       | Athletic 220 FC Pokalsieger 2018                       | 4:2              |
| 2019 | Erchim FC Pokalsieger 2019                                   | Ulaanbaatar City FC Meister 2019                       | 4:0              |
| 2020 | FC Ulaanbaatar Vizemeister 2020                              | Athletic 220 FC Meister 2020                           | 4:1              |
| 2021 | Deren FC Vizemeister 2021                                    | Athletic 220 FC Meister 2021                           | 4:1              |
| 2022 | Khaan Khuns-Erchim FC Meister 2022                           | FC Ulaanbaatar Vizemeister 2022                        | 1:1 3:2 (n. E.)  |
| 2023 | Deren FC Vizemeister 2023                                    | FC Ulaanbaatar Meister 2023 und Pokalsieger 2023       | 2:1              |
| 2024 | Bulgan SP Falcons FC Meister 2023/24 und Pokalsieger 2023/24 | Khangarid FC Vizemeister 2023/24                       | 3:1              |